# 天秤座ν
天秤座ν，又名BD-15 4026，HD 133774、SAO 159028、HR 5622，是天秤座的一颗恒星，视星等为5.2，位于銀經344，銀緯35.62，其B1900.0坐标为赤經15h 1m 2.8s，赤緯-15° 35.62′ 9″。